# 毛利友哉
毛利 友哉（もうり ゆうや、1989年9月8日 - ）は日本の元俳優。福岡県出身。当時は立花演劇研究所に所属していた。血液型B型。現在は大学生。

## 出演

### テレビ
- 花より男子（TBS） - 中條安弘 役

### CM
- ベネッセ 進研ゼミ
- FANTA
- 日立 DVDCAM
- NTT フレッツ光

### 舞台
- ミュージカル テニスの王子様 - 加藤勝郎 役
- vintage organizationミュージカル 王様の耳はロバの耳 - ミナ 役
- ミュージカル ノエルの大冒険 - ノエル 役
- ミュージカル 獅子王伝 - ポー 役
- マクベス - マクベス 役
- がめつい奴 - 熊 役

### 映画
- ドッジGO!GO!
- 花より男子F